# Biała Góra (Poznań)
Biała Góra (dawniej także: Białogóra) – kulminacja piaszczystych wzniesień morenowych, ukształtowanych dodatkowo dzięki procesowi erozji rzecznej, zlokalizowana w Poznaniu, w jednostce obszarowej SIM Malta, na terenie dwóch osiedli administracyjnych Antoninek-Zieliniec-Kobylepole i Chartowo, przy wschodnich krańcach Jeziora Maltańskiego, w pobliżu Cybiny. Wysokość wynosi 80 m n.p.m.

## Charakterystyka
Tereny Białej Góry, wraz z Jeziorem Maltańskim, stanowią jeden z najpopularniejszych w Poznaniu terenów rekreacyjnych i wypoczynkowych. Oprócz plaż, toru regatowego, licznych restauracji i hotelu, w pobliżu znajdują się Nowe ZOO, Kopiec Wolności, Mauzoleum Mielochów, stacja Zwierzyniec Kolei Parkowej Maltanka, rowerowy tor przeszkód i pomnik Harcerzy. 
Zbocza i polany Białej Góry mają raczej ubogą szatę roślinną. Stoki Cybiny porastają olsza czarna i szara oraz czeremcha.
Na terenie Białej góry istniał dawniej cmentarz.